# Espace naturel protégé d'intérêt local Gabbianello-Boscotondo
La Espace naturel protégé d'intérêt local Gabbianello-Boscotondo (en italien : Area naturale protetta di interesse locale Gabbianello-Boscotondo) est une zone naturelle protégée par le WWF italien située dans la commune de Barberino di Mugello de la ville métropolitaine de Florence, en Toscane,.
La réserve occupe une superficie de 25 hectares à 30 km de Florence et se développe sur la rive nord-est du lago di Bilancino (it), un réservoir artificiel créé en correspondance avec un ancien lac du Pléistocène créé, initialement, pour réguler les eaux de l'Arno et approvisionner les zones voisines pendant les périodes les plus sèches.

## Territoire
À l'intérieur de ces lieux définis se trouve une zone humide, constituée d'un étang d'une superficie de 8 ha et d'une profondeur allant jusqu'à 150 cm, dans laquelle affluent de nombreuses espèces d'oiseaux migrateurs, qui y trouvent refuge dans la flore composée principalement de roseaux.
Un autre domaine d'intérêt est le jardin des papillons, une zone dans laquelle a été recréé un environnement propice à attirer et à permettre la reproduction de nombreuses espèces de papillons et autres insectes et invertébrés.

## Faune

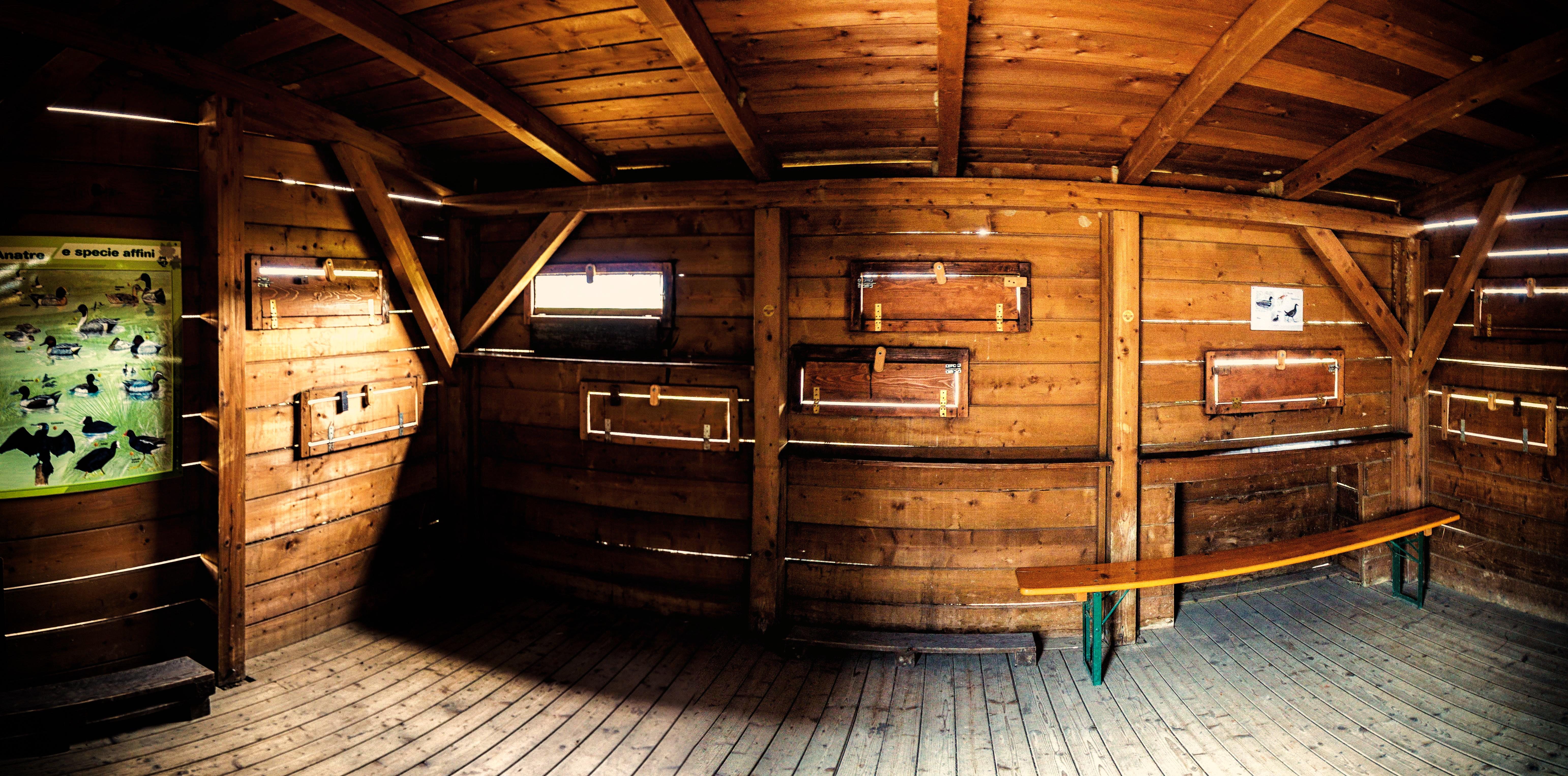
Cabane d'observation.

La zone protégée est fréquentée par de nombreux oiseaux, parmi lesquels la cigogne blanche, la grue, l'oie sauvage, l'échasse à ailes noires, le butor, le flamant rose et aussi le rare balbuzard pêcheur. 
Quatre observatoires et des outils fournis par l'Oasis sont à disposition des amateurs d'ornithologie.